# Spišské Bystré
Spišské Bystré és un poble i municipi d'Eslovàquia. Es troba a la regió de Prešov, al nord del país.

## Història
La primera referència escrita de la vila data del 1294.

## Demografia
| Godina             | 1994 | 2004   | 2014   | 2024   |
| ------------------ | ---- | ------ | ------ | ------ |
| Nombre de persones | 2174 | 2391   | 2484   | 2480   |
| Diferència         |      | +9,98% | +3,88% | −0,16% |

| Godina             | 2023 | 2024   |
| ------------------ | ---- | ------ |
| Nombre de persones | 2485 | 2480   |
| Diferència         |      | −0,20% |